# جمعية مرشدات بيلاروس
جمعية مرشدات بيلاروس هي منظمة كشفية في بيلاروس وتعتبر عضو في الرابطة العالمية للمرشدات وفتيات الكشافة، وتضم في عضويتها 1274 مرشدة (اعتبارا من 2003).
التوجيهية بدأت في عام 1922 في الأجزاء البيلاروسية ثم في الأجزاء البولندية ثم في روسيا البيضاء. في عام 1992، بعد تفكك الاتحاد السوفيتي، تم دعم استئناف التوجيهية من قبل الجمعية العالمية للمرشدات. وأجري تدريب للقادة من قبل جمعية مرشدات قبرص. أصبحت الجمعية عضوا في الجمعية العالمية للمرشدات وفتيات الكشافة في عام 1996.